# De sprekende papegaai
De sprekende papegaai is de uitbeelding van Het stoute prinsesje in het Sprookjesbos in het Nederlandse attractiepark de Efteling. Het is het achtste sprookje op de route door het Sprookjesbos en ligt tussen De Trollenkoning en Raponsje.  

## Uitbeelding

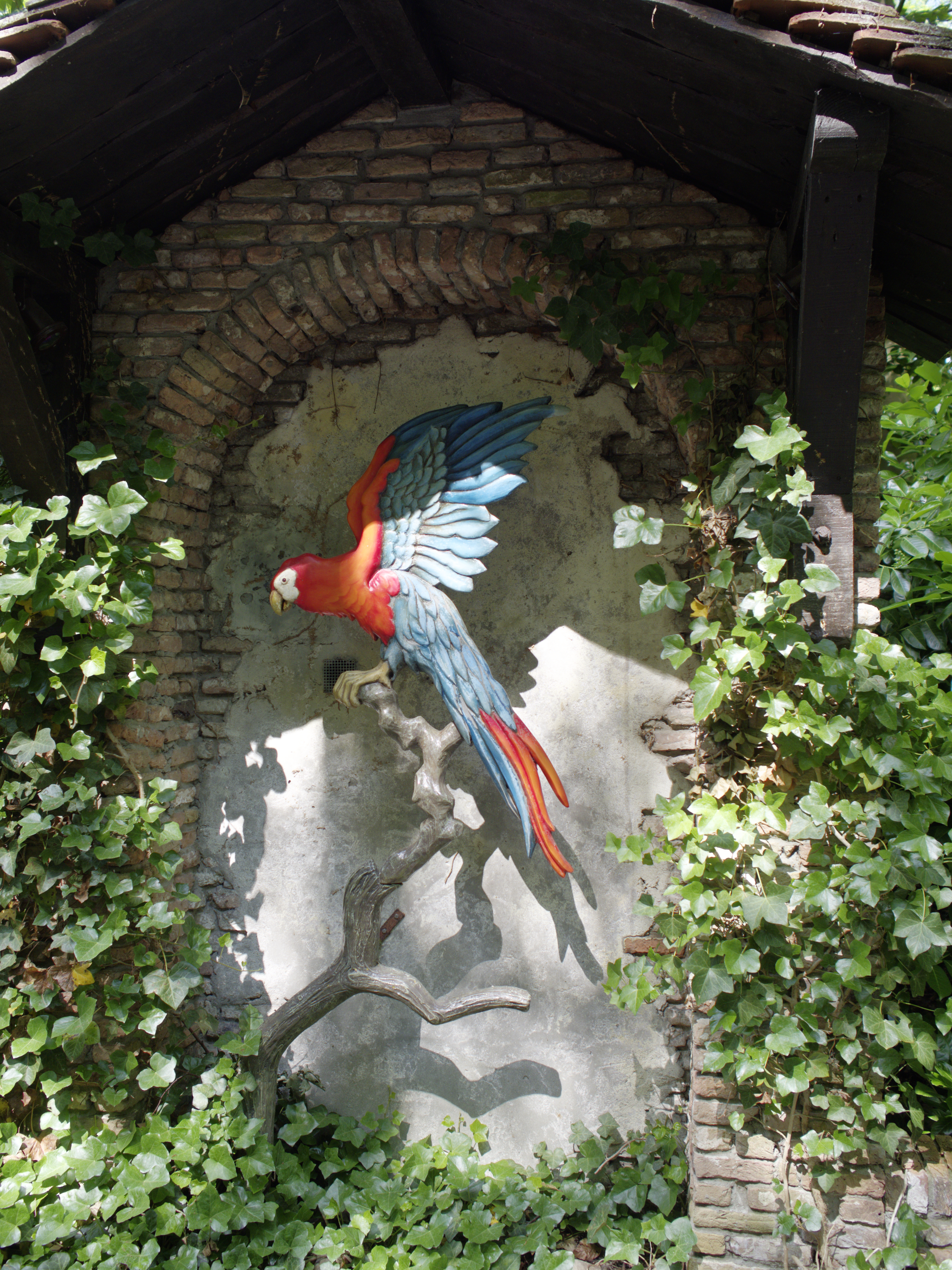
Detail van de papegaai.

Het tafereel bestaat uit een statistische beeld van een ara op een tak. De tak staat tegen gemetselde muur met erboven een afdak. Voor het tafereel ligt een vijver. Het oog van de papegaai is een rode lamp. Zodra het oog rood is, kunnen bezoekers een boodschap inspreken. Als de rode lamp dooft, wordt deze boodschap met een hoge stem herhaald. 

## Geschiedenis
De papegaai is een van de tien oorspronkelijke uitbeeldingen waarmee het Sprookjesbos in 1952 geopend werd. Het concept is bedacht door Peter Reijnders en het visuele ontwerp is van de hand van Anton Pieck. In 2005 vond er onderhoud plaats aan het tafereel en werd de kleurstelling van de papegaai gewijzigd. In 2018 bracht de Efteling in samenwerking met Luville een miniatuur uit van het tafereel. Vier jaar later, in 2022, vond er een onderhoudsbeurt plaats waarbij op de muur na het gehele tafereel tijdelijk verwijderd werd.

## Verhaal
In tegenstelling tot de meeste andere attracties in het Sprookjesbos is de papegaai oorspronkelijk niet gebaseerd op een bestaand sprookje, maar in de loop der jaren heeft de Efteling zelf een verhaal bij de uitbeelding bedacht dat de titel Het stoute prinsesje draagt. Het verhaal gaat over een prinsesje dat het niet kon laten om mensen na te praten, en als straf door een heks werd omgetoverd in een papegaai.